# Urbano Prudêncio da Silva
Urbano Prudêncio da Silva (Madalena do Pico, 13 de novembro de 1852 — Horta, 18 de setembro de 1943) foi um advogado, político e jornalista que se notabilizou como introdutor da imprensa escrita na ilha do Pico e como líder do Partido Progressista naquela ilha.

## Biografia
Nasceu na vila da Madalena, onde concluiu o ensino primário. Estudou no Liceu Nacional da Horta, mas antes de concluir o ensino liceal regressou à vila da Madalena, onde exerceu por algum tempo o cargo  de escrivão da Câmara Municipal e, obtendo a 18 de agosto de 1874 provisão que lhe permitia exercer advocacia, advogado de provisão e substituto do delegado do procurador-régio. Desde cedo se dedicou às letras, e nos periódicos faialenses que se publicaram de 1872 a 1878, apareceram muitas poesias por ele firmadas, as quais demonstram vocação para as belas letras.
Contudo, foi no campo do jornalismo que se notabilizou, fundando na vila da Madalena o semanário intitulado O Picoense, o primeiro órgão de comunicação social escrita que se publicou na ilha do Pico. De tendência progressista, como redator de O Picoense sustentou veementes e bem escritas polémicas com as folhas faialenses, ligando «a sua personalidade de uma maneira distinta aos inícios da imprensa na terra da sua naturalidade». Aquele periódico, com a epígrafe «Semanal, político, instrutivo e noticioso», deixou de circular em 1877, ano da saída da ilha do seu fundador.
Em 1877 concluiu o Curso Geral no Liceu Nacional da Horta, partindo para Coimbra a 15 de setembro de 1878, matriculando-se seguidamente na Faculdade de Direito da Universidade de Coimbra. Foi aluno distinto, obtendo carta de bacharel a 26 de julho de 1883. Manteve a sua ligação à imprensa, pois enquanto estudante em Coimbra foi redator principal do bissemanário O Tribuno Popular, funções que exerceu de 5 de agosto de 1879 a 30 de julho de 1883.
Regressou  ao Faial a 14 de setembro de 1883, abrindo banca de advogado nos auditórios da Comarca da Horta. Ligado ao Partido Progressista, foi administrador do concelho da Horta em 15 de março de 1886, transferindo-se para as funções de primeiro juiz do julgado municipal da Madalena em 1889, função que viria a cessar pouco depois para ocupar o lugar de primeiro-oficial do Governo Civil da Horta, ainda em 1889.
Com a eleição do seu conterrâneo, e correligionário progressista Miguel António da Silveira, de quem era próximo, para deputado às Cortes, foi nomeado secretário-geral daquele Governo Civil. Neste período, para além das suas ocupações como advogado, era militante destacado do Partido Progressista, tendo integrado o diretório que na Horta presidido por Miguel António da Silveira.
Apesar de considerado homem inteligente, dinâmico e respeitado, quando no poder, foi acusado de perseguir os regeneradores. Em consequência, por vingança política, em 1890, com a ascensão do regenerador António de Serpa Pimentel a presidente do Conselho de Ministros, foi transferido para secretário-geral do Governo Civil de Bragança. Desistiu da função pública e foi advogar para São Roque do Pico.
Todavia, em 1897, com o regresso dos progressistas ao poder, e com a nomeação do seu amigo Miguel António da Silveira para o lugar de governador-civil do Distrito da Horta, voltou ao Governo Civil da Horta como secretário-geral. Exerceu aquelas funções até 1923, ano em que foi transferido para o cargo de secretário-geral do Governo Civil do Distrito Autónomo do Funchal, no qual se aposentou em 1929. Como secretário-geral serviu de governador civil na ausência dos titulares.
O seu nome ficou indelevelmente ligado ao jornalismo nas ilhas do Pico e do Faial. Antes de seguir para Coimbra, na vila da Madalena, ilha do Pico, foi o fundador da imprensa na ilha, em 1874, quando começou a editar naquela vila O Picoense. Quando fixado na Horta, em simultâneo com as funções administrativas e políticas, foi redator principal de O Atlântico, jornal do Partido Progressista e um dos periódicos mais antigos do arquipélago.
O dr. Urbano Prudêncio da Silva é lembrado na toponímia da vila da Madalena, onde também um medalhão e uma placa assinalam o local do seu nascimento.